# Ibiraçu
Ibiraçu é um município brasileiro do estado do Espírito Santo, Região Sudeste do país. Sua população estimada em 2017 era de 12 581 habitantes.
Localiza-se a cerca de 50 km (em linha reta), ao norte da capital do estado. O município, atravessado pela Estrada de Ferro Vitória a Minas (EFVM) e pela BR-101, é conhecido por suas lanchonetes à beira da estrada que servem os tradicionais pastéis e caldo de cana.

## Topônimo
Ibiraçu já foi denominada Pau Gigante, até que seu nome foi traduzido para o tupi (ybyrá AFI: [ɨβɨˈɾa], "árvore", e assu AFI: [aˈsu], "grande") e aportuguesado como Ibiraçu.

## História
A cidade foi fundada por volta de 1877, por famílias italianas vindas da Lombardia. No Espírito Santo, colonizaram uma área na cabeceira do rio Piraqueaçu, pelo qual chegaram à região. A área assentada, então conhecida como Núcleo Colonial Santa Cruz, já que Santa Cruz era então a localidade mais acessível, por estar à boca do rio Piraqueaçu.
A sede desta área primeiro foi conhecida como Conde d'Eu. O lugarejo teve vários nomes como Bocaiúva (após a proclamação da república), Vila Guaraná (ao tornar-se município), Pau Gigante em 1892 (devido a uma grande árvore na região), somente em 1942 é que a cidade, junto com o município ganharam nome de Ibiraçu. Mais recentemente em 1989 o município de João Neiva separou-se de Ibiraçu.

## Geografia
A sede da cidade é localizada a aproximadamente 50 metros, porém a medida que se avança para o oeste as altitudes aumentam sensivelmente e a altitude chega a superar os 1.000 metros.
De acordo com a divisão do Instituto Brasileiro de Geografia e Estatística vigente desde 2017, o município pertence às Regiões Geográficas Intermediária de São Mateus e Imediata de Linhares. Até então, com a vigência das divisões em microrregiões e mesorregiões, o município fazia parte da microrregião de Linhares, que por sua vez estava incluída na mesorregião Litoral Norte Espírito-Santense.

## Demografia
De acordo com a estimativa populacional do IBGE de 2014, Ibiraçu tem 12.242 habitantes, ocupando o posto de 57º município mais populoso do estado.
Evolução demográfica da cidade de Ibiraçu

## Mosteiro
No distrito de Pendanga, na estrada que dá acesso a comunidade de Pedro Palácios, localiza-se o Mosteiro Zen Morro da Vargem, primeiro mosteiro zen-budista da América Latina, fundado em 1974. Nele também se encontra a estátua do Grande Buda de Ibiraçu.

## Imagens

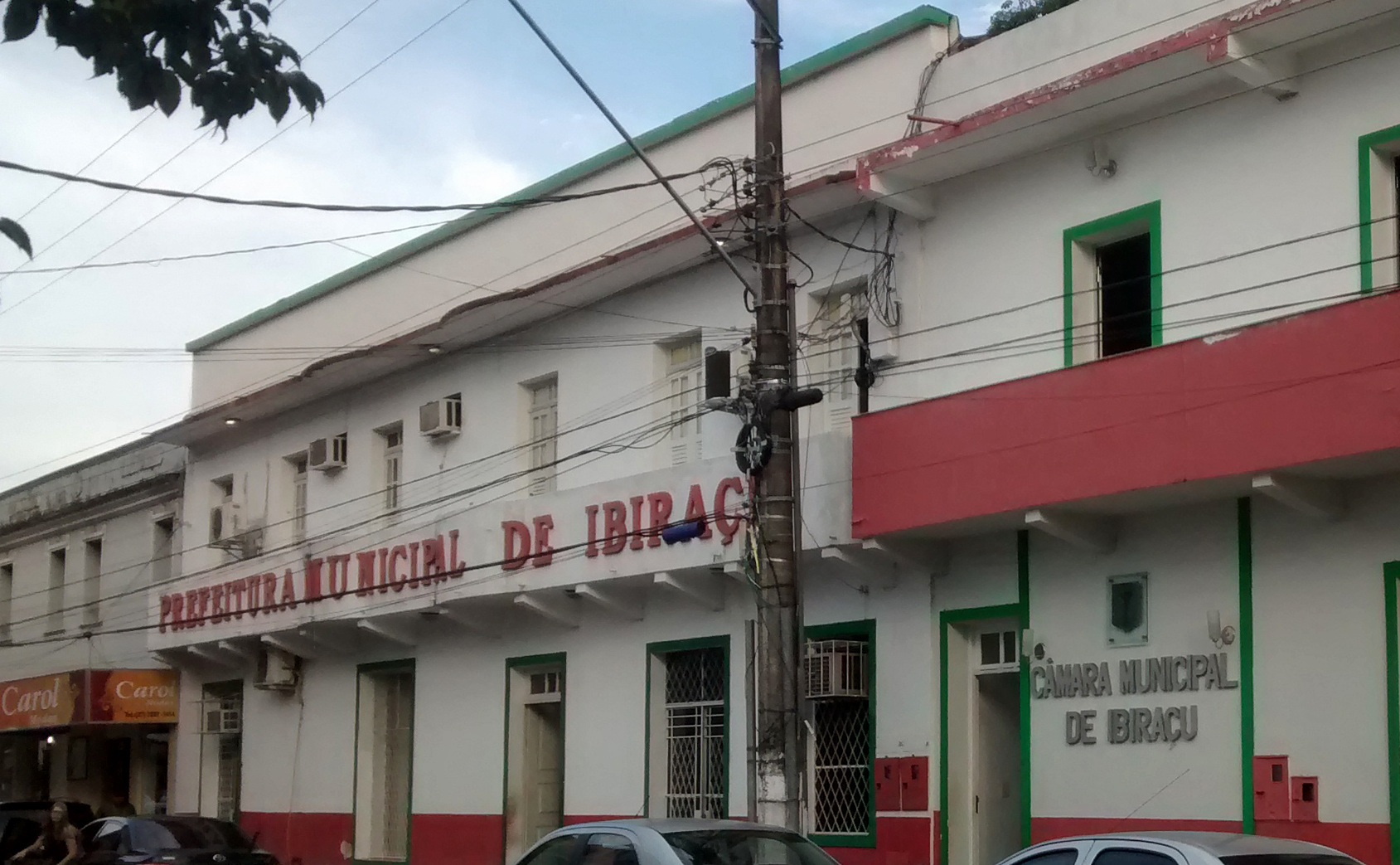
Prefeitura e Câmara de Ibiraçu
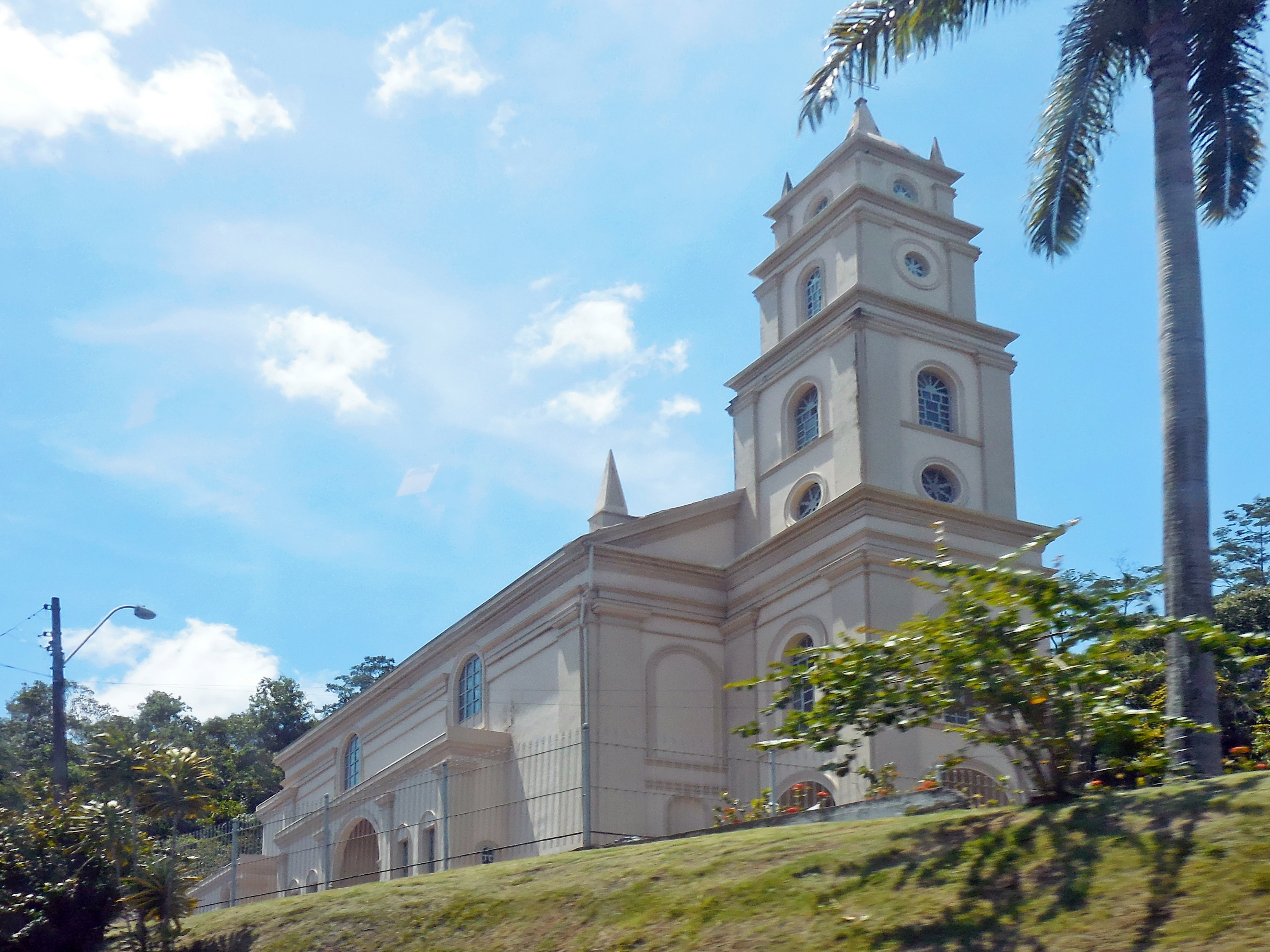
Igreja Matriz de São Marcos
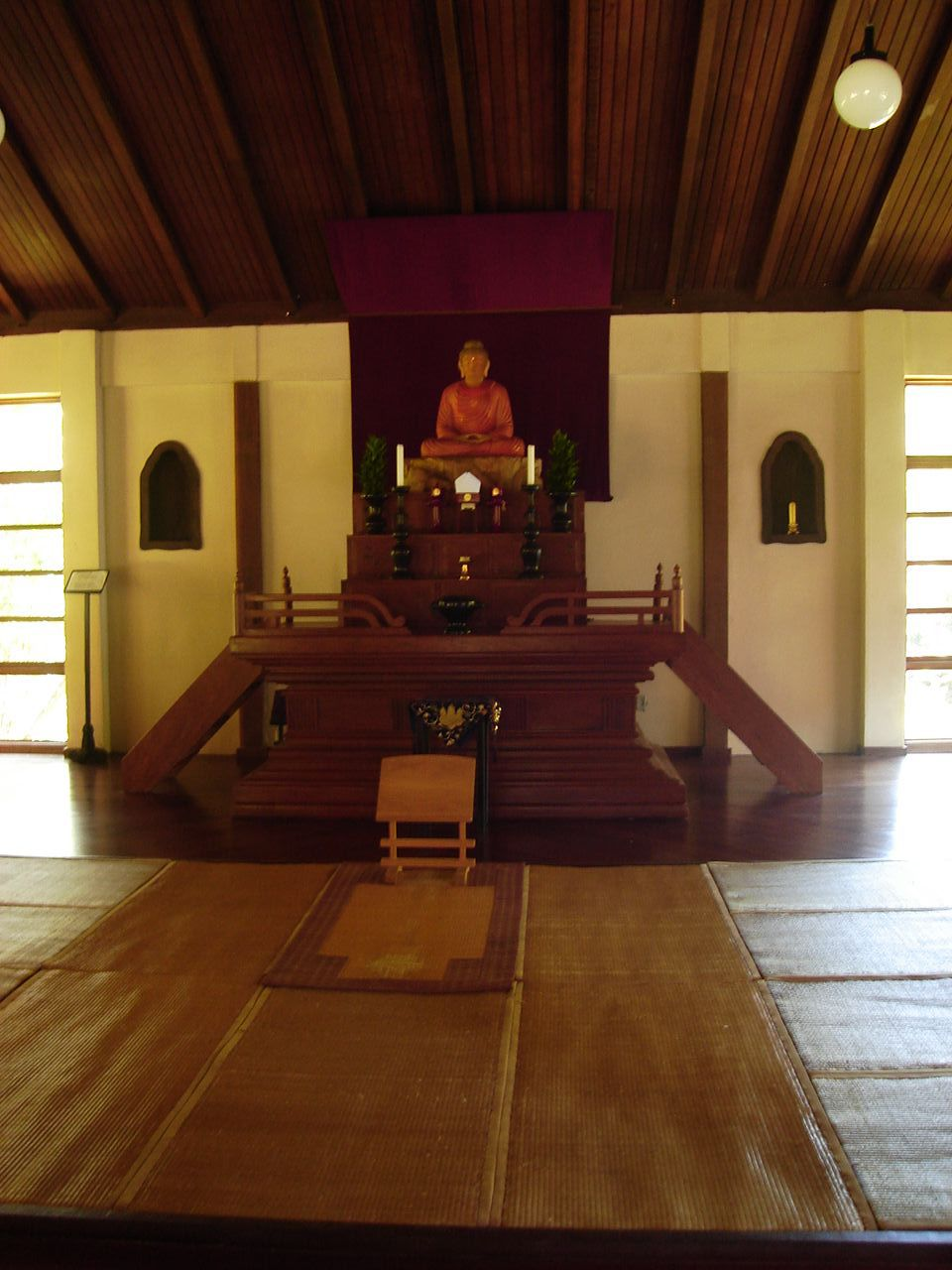
Mosteiro Zen Morro da Vargem